# Chrysopogon melas
Chrysopogon melas là một loài ruồi trong họ Asilidae. Chrysopogon melas được Clements miêu tả năm 1985. Loài này phân bố ở miền Australasia.